# Класс Штифеля — Уитни
Класс Штифеля — Уитни — определённый характеристический класс, соответствующий вещественному векторному расслоению {\displaystyle E\rightarrow X}. Обычно обозначается через {\displaystyle w(E)}. Принимает значения в {\displaystyle H^{*}(X;\;\mathbb {Z} _{2})}, кольце когомологий с коэффициентами в {\displaystyle \mathbb {Z} _{2}=\mathbb {Z} /2\mathbb {Z} }.
Компонента {\displaystyle w(E)} в {\displaystyle i}-х когомологиях {\displaystyle H^{i}(X;\;\mathbb {Z} _{2})} обозначается {\displaystyle w_{i}(E)} и называется {\displaystyle i}-м классом Штифеля — Уитни расслоения {\displaystyle E}, так что
{\displaystyle w(E)=w_{0}(E)+w_{1}(E)+w_{2}(E)+\ldots \,.}
Классы {\displaystyle w_{i}(E)} являются препятствиями в {\displaystyle H^{i}(X;\;\mathbb {Z} _{2})} к построению {\displaystyle (n-i+1)}-го линейно независимого сечения {\displaystyle E}, ограниченного на {\displaystyle i}-й остов {\displaystyle X}.

## Аксиоматическое определение
Здесь и далее, {\displaystyle H^{i}(X;\;G)} обозначает сингулярные когомологии пространства {\displaystyle X} с коэффициентами в группе {\displaystyle G}.
Класс Штифеля — Уитни определяется как отображение, сопоставляющее расслоению {\displaystyle E} элемент кольца гомологий {\displaystyle w(E)} так, что выполняются следующие аксиомы:
1. Естественность: {\displaystyle w(f^{*}E)=f^{*}w(E)} для любого расслоения {\displaystyle E\to X} и отображения {\displaystyle f:X'\to X}, где {\displaystyle f^{*}E} обозначает соответствующее индуцированное расслоение над {\displaystyle X'}.
2. {\displaystyle w_{0}(E)=1} в {\displaystyle H^{0}(X;\;\mathbb {Z} /2\mathbb {Z} )}.
3. {\displaystyle w_{1}(\gamma ^{1})} является образующей {\displaystyle H^{1}(\mathbb {R} P^{1};\;\mathbb {Z} /2\mathbb {Z} )\cong \mathbb {Z} /2\mathbb {Z} } (условие нормализации). Здесь {\displaystyle \gamma ^{1}} — это тавтологическое расслоение.
4. {\displaystyle w(E\oplus F)=w(E)\smallsmile w(F)} (формула произведения Уитни).

Можно показать, что удовлетворяющие этим аксиомам классы действительно существуют и единственны (по крайней мере, для паракомпактного пространства {\displaystyle X})

## Исходное построение
Классы Штифеля — Уитни {\displaystyle w_{i}(E)} были предложены Э. Штифелем и Х. Уитни как приведение по модулю 2 классов, измеряющих препятствия к построению {\displaystyle (n-i+1)}-го линейно независимого сечения {\displaystyle E}, ограниченного на {\displaystyle i}-й остов {\displaystyle X}. (Здесь {\displaystyle n} — размерность слоя {\displaystyle F} расслоения {\displaystyle E}).
Более точно, если {\displaystyle X} является CW-комплексом, Уитни определил классы {\displaystyle W_{i}(E)} в {\displaystyle i}-й группе клеточных когомологий {\displaystyle X} с нестандартными коэффициентами.
А именно, в качестве коэффициентов берётся {\displaystyle (i-1)}-я гомотопическая группа многообразия Штифеля {\displaystyle V_{n-i+1}(F)} наборов из {\displaystyle n-i+1} линейно независимого вектора в слое {\displaystyle F}. Уитни доказал, что для построенных им классов {\displaystyle W_{i}(E)=0} тогда и только тогда, когда расслоение {\displaystyle E}, ограниченное на {\displaystyle i}-скелет {\displaystyle X}, имеет {\displaystyle n-i+1} линейно независимое сечение.
Поскольку гомотопическая группа {\displaystyle \pi _{i-1}V_{n-i+1}(F)} многообразия Штифеля всегда или бесконечная циклическая, или изоморфна {\displaystyle \mathbb {Z} _{2}}, существует каноническая редукция классов {\displaystyle W_{i}(E)} к классам {\displaystyle w_{i}(E)\in H^{i}(X;\;\mathbb {Z} _{2})}, которые и называются классами Штифеля — Уитни.
В частности, если {\displaystyle \pi _{i-1}V_{n-i+1}(F)=\mathbb {Z} _{2}}, то эти классы просто совпадают.

## Связанные определения
- Если мы работаем на многообразии размерности {\displaystyle n}, то любое произведение классов Штифеля — Уитни общей степени {\displaystyle n} может быть спарено с {\displaystyle \mathbb {Z} _{2}}-фундаментальным классом этого многообразия, давая в результате элемент {\displaystyle \mathbb {Z} _{2}}; такие числа называют числами Штифеля — Уитни векторного расслоения. К примеру, для расслоения на трёхмерном многообразии есть три линейно независимых числа Штифеля — Уитни, соответствующие {\displaystyle w_{1}^{3}}, {\displaystyle w_{1}w_{2}} и {\displaystyle w_{3}}. В общем случае, если многообразие {\displaystyle n}-мерно, различные числа Штифеля — Уитни соответствуют разбиениям {\displaystyle n} в сумму целых слагаемых.
  - Числа Штифеля — Уитни касательного расслоения к гладкому многообразию называются числами Штифеля — Уитни этого многообразия. Они являются инвариантами кобордизма.
- Естественному отображению приведения по модулю два, {\displaystyle \mathbb {Z} \to \mathbb {Z} _{2}}, соответствует гомоморфизм Бокштейна
{\displaystyle \beta \colon H^{i}(X;\;\mathbb {Z} _{2})\to H^{i+1}(X;\;\mathbb {Z} ).}

Образ класса {\displaystyle w_{i}} под его действием, {\displaystyle \beta w_{i}\in H^{i+1}(X;\;\mathbb {Z} )}, называется {\displaystyle (i+1)}-м целым классом Штифеля — Уитни.
- В частности, третий целый класс Штифеля — Уитни является препятствием к построению {\displaystyle \mathrm {Spin} ^{C}}-структуры.

## Свойства
- Если расслоение {\displaystyle E^{k}} имеет {\displaystyle s_{1},\;\ldots ,\;s_{\ell }} сечений, линейно независимых над каждой точкой, то {\displaystyle w_{k-\ell +1}=\ldots =w_{k}=0}.
- {\displaystyle w_{i}(E)=0} при {\displaystyle i>\mathrm {rank} (E)}.
- Первый класс Штифеля — Уитни обращается в ноль тогда и только тогда, когда расслоение ориентируемо. В частности, многообразие {\displaystyle M} ориентируемо тогда и только тогда, когда {\displaystyle w_{1}(TM)=0}.
- Расслоение допускает спинорную структуру, тогда и только тогда, когда первый и второй классы Штифеля — Уитни оба обращаются в ноль.
- Для ориентируемого расслоения, второй класс Штифеля — Уитни лежит в образе естественного отображения {\displaystyle H^{2}(M,\;\mathbb {Z} )\to H^{2}(M,\;\mathbb {Z} _{2})} (или, что то же самое, так называемый третий целый класс Штифеля — Уитни обращается в ноль) тогда и только тогда, когда расслоение допускает {\displaystyle \mathrm {Spin} ^{C}}-структуру.
- Все числа Штифеля — Уитни гладкого компактного многообразия {\displaystyle X} обращаются в ноль тогда и только тогда, когда это многообразие является границей (без учёта ориентации) гладкого компактного многообразия.